# Pseudocoris ocellata
Pseudocoris ocellata är en fiskart som beskrevs av Chen och Shao, 1995. Pseudocoris ocellata ingår i släktet Pseudocoris och familjen läppfiskar. IUCN kategoriserar arten globalt som otillräckligt studerad. Inga underarter finns listade i Catalogue of Life.